# Heffron Drive

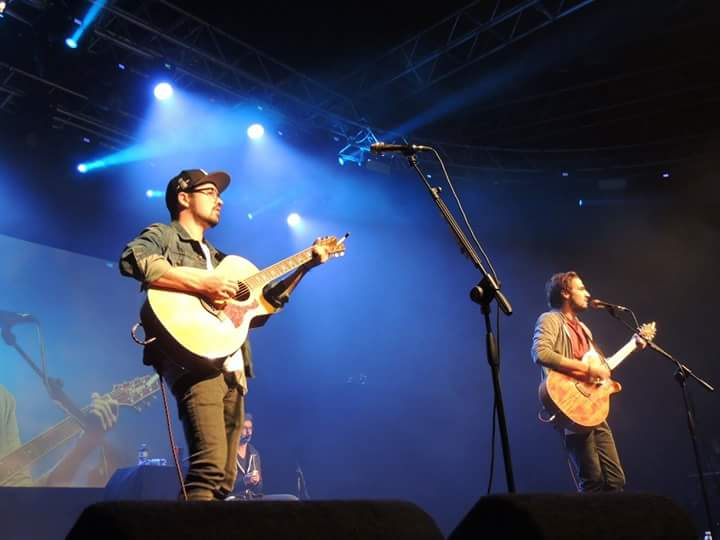
Heffron Drive Viver em ano 2015

Heffron Drive é um duo indie pop americana formada por Kendall Schmidt e Dustin Belt, ambos originalmente do Kansas. Foi originalmente formada em 2008 depois de Kendall e Dustin se conheceram por acaso e perceberem que viviam na mesma rua cujo nome era Heffron Drive em Burbank, California. Após um breve período como uma banda juntos, quando Kendall tinha 17 anos e Dustin tinha 20 anos, Kendall se juntou a Big Time Rush e Dustin ficou como o guitarrista. Em maio de 2013, depois de Tanya Chisholm dizer que Big Time Rush a série tinha acabado, Heffron Drive foi reavivado. Em 17 de outubro de 2013, foi anunciado que Heffron Drive estaria indo em uma tour de inverno, que começou em Houston em 23 de novembro, e terminou em 22 de dezembro em Los Angeles.
História
Em 2008 Kendall Schmidt e Dustin Belt formaram a banda Heffron Drive. O nome refere-se à rua em que ambos os membros viviam, Heffron Drive, em Burbank, Califórnia.
Singles
- Parallel (2014)
- Parallel (Orchestral Version) (2014)

Albuns de Estúdio
- The Forthcoming EP (2009)
- Happy Mistakes (2014)
- Happy Mistakes (unplugged) (2015)
- The Slow Motion EP (2017)